# Rudolf Maria Klar
Rudolf Maria Ritter von Klar (17. ledna 1845, Praha – 3. září 1898 tamtéž) byl český státní úředník, pokračovatel v činnosti svého děda Aloise a otce Pavla Aloise v Klarově ústavu pro nevidomé.

## Život

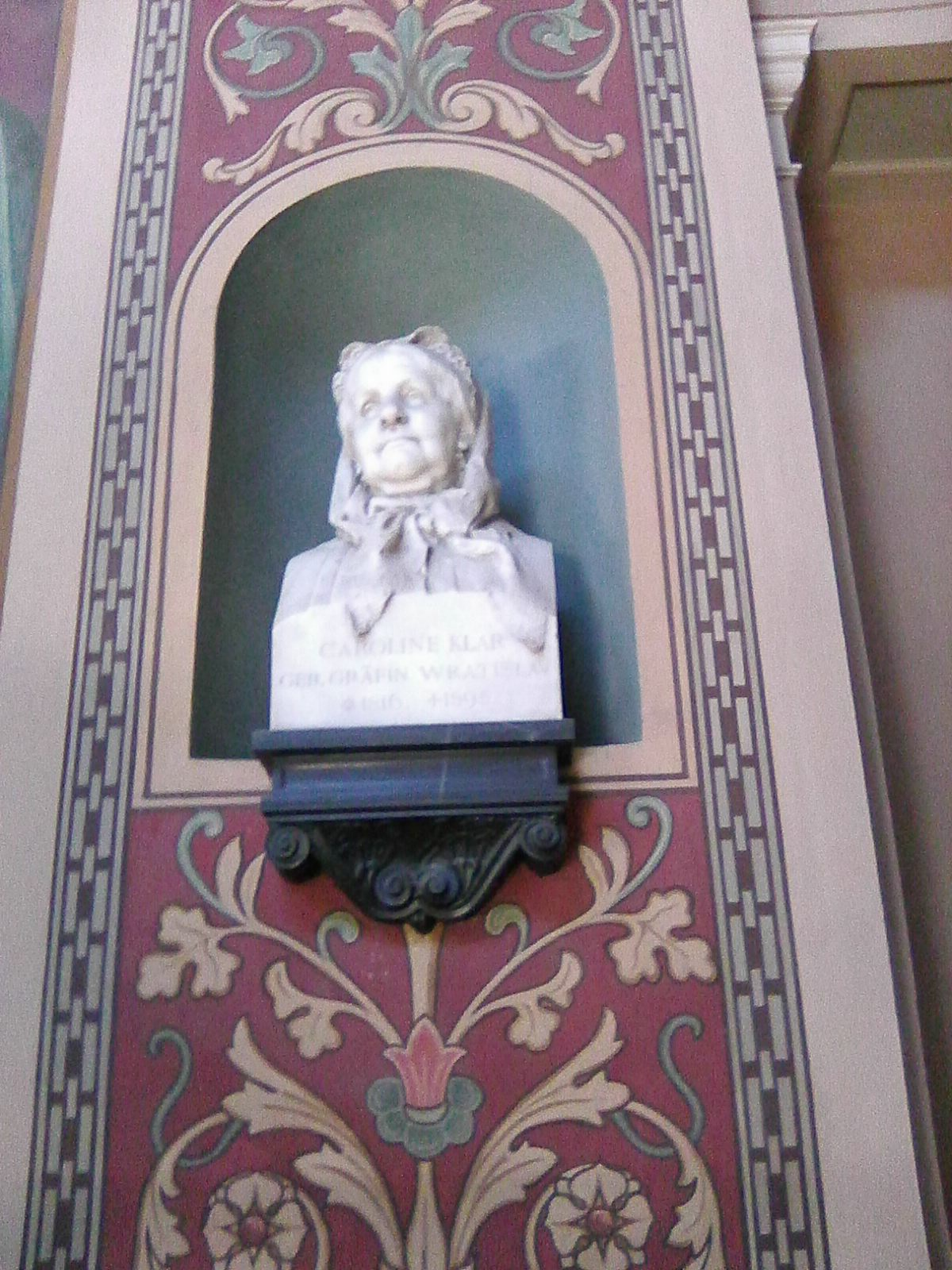
Busta Klarovy matky Karolíny Marie, rozené hraběnky Vratislavové z Mitrovic v kapli archanděla Rafaela Klárova ústavu slepců

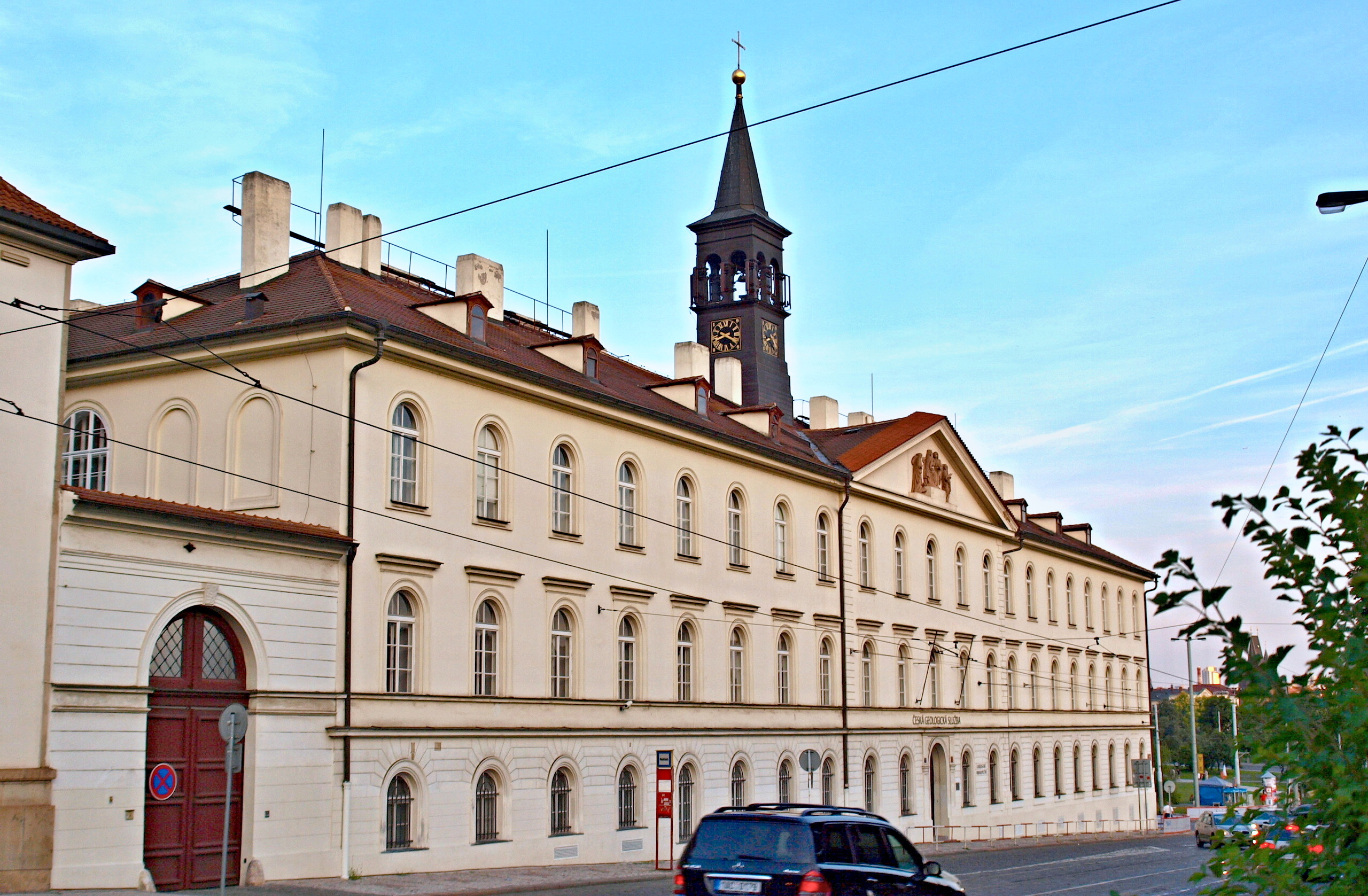
Klárův ústav na pražském Klárově

Narodil se jako jeden ze tří synů Pavla Aloise Klara (1801–1860), syna Aloise Klara a jeho manželky Karolíny Marie, rozené hraběnky Vratislavové z Mitrovic. Měl dva starší bratry, Pavla Zdenka (* 1835) a Karla (* 1839).
Rudolfův otec Pavel Alois Klar (1801–1860) byl uznávaný publicista, známý svým humanitárním úsilím a vydáním ve své době nejlepšího brožovaného almanachu „Libussa“, který sdružoval nejuznávanější literáty Rakouského císařství. Do tohoto almanachu přispěla také jeho manželka, Rudolfova matka Karolína, pod pseudonymem Karoline Hell, pod kterým po většinu let publikovala své hodnotné lyrické básně.
Rudolf Maria vystudoval práva a následně vstoupil do státních služeb. Jako úředník působil v Českém Brodě, Hradci Králové a Litoměřicích. Roku 1882 zastával funkci c. k. okresního hejtmana a místního rady při místodržitelství Království českého v Praze.
Stejně jako jeho otec i děd, také Rudolf se od roku 1873 věnoval dobročinné službě ve vzdělávacím zařízení pro nevidomé, založeném roku 1832. Zde v roce 1882 zřídil mužské oddělení.
V letech 1874, 1884 a 1894 provedl sčítání nevidomých v Českém království a 22. února 1897 založil mateřskou školu a opatrovnu pro nevidomé děti. Zasadil se o povinnou školní výuku těchto dětí v Čechách ve speciálních ústavech.
Za zásluhy byl v roce 1894 povýšen do rytířského stavu.
Rudolf Maria rytíř Klar zemřel v Praze dne 3. září 1898, pohřben je na Břevnovském hřbitově.